# Episodi de Il nostro amico Charly (prima stagione)
La prima stagione della serie televisiva Il nostro amico Charly è stata trasmessa in anteprima in Germania dalla ZDF tra il 27 dicembre 1995 e il 20 gennaio 1996.
| nº | Titolo originale           | Titolo italiano                | Prima TV Germania | Prima TV Italia |
| -- | -------------------------- | ------------------------------ | ----------------- | --------------- |
| 1  | Kleiner Affe - Große Liebe | Arriva Charly - Un nuovo amico | 27 dicembre 1995  | 31 maggio 1999  |
| 2  | Gewagter Einsatz           | Un difficile intervento        | 30 dicembre 1995  | 1 giugno 1999   |
| 3  | Hoffnung für Sandra        | Speranza per Sandra            | 6 gennaio 1996    | 2 giugno 1999   |
| 4  | Happy Birthday!            | Buon compleanno                | 13 gennaio 1996   | 3 giugno 1999   |
| 5  | Charly in Gefahr           | Charly in pericolo             | 20 gennaio 1996   | 4 giugno 1999   |